# فهرست نمایندگی‌های دیپلماتیک ایران

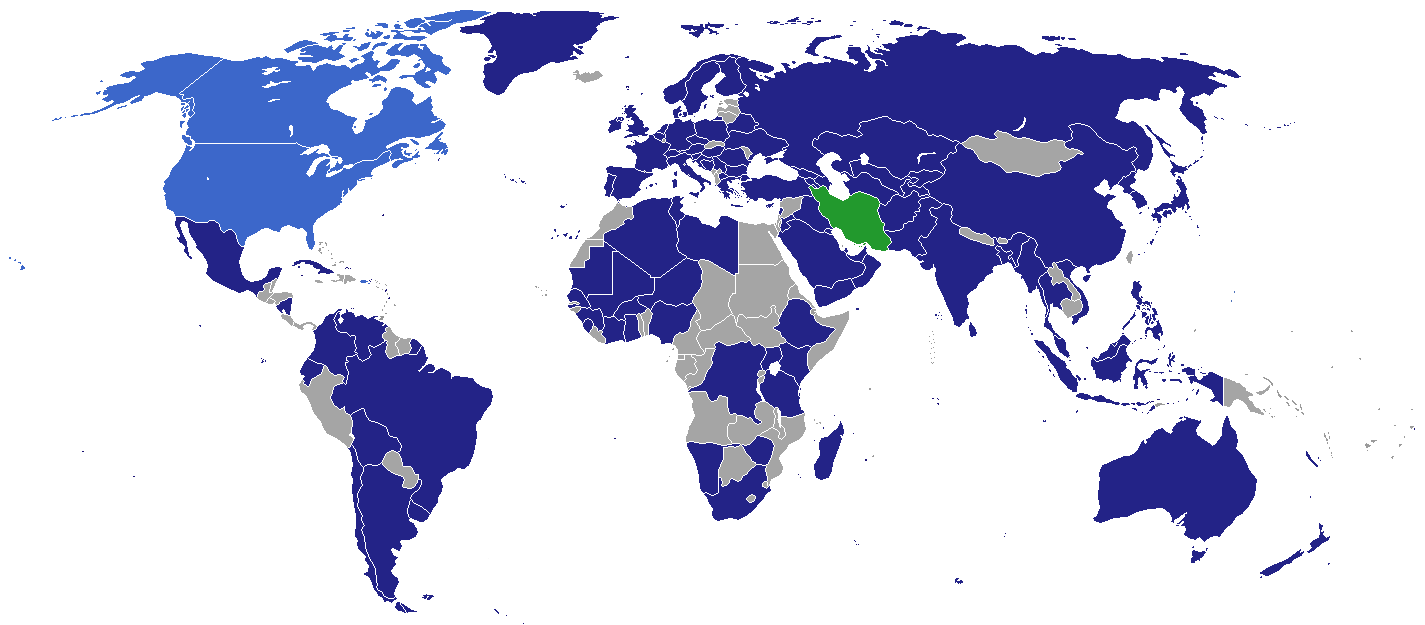
نمایندگی‌های دیپلماتیک ایران.
ایران
سفارت/کنسولگری
دفتر حفاظت منافع
بدون ماموریت دیپلماتیک

فهرست نمایندگی‌های دیپلماتیک ایران شامل ارتباطات دیپلماتیک قابل توجهی است که منعکس کننده اولویت‌های روابط خارجی آن در جهان اسلام و جنبش عدم تعهد است.
در واشینگتن، دی.سی.، سفارت پاکستان به دنبال منافع ایران در ایالات متحده آمریکا است.

## آفریقا
- الجزایر
  - الجزیره (سفارت)
- جمهوری دموکراتیک کنگو
  - کینشاسا (سفارت)
- اتیوپی
  - آدیس آبابا (سفارت)
- غنا
  - آکرا (سفارت)
- گینه
  - کوناکری (سفارت)
- ساحل عاج
  - آبیجان (سفارت)
- کنیا
  - نایروبی (سفارت)
- لیبی
  - طرابلس (سفارت)
- ماداگاسکار
  - آنتاناناریوو (سفارت)
- مالی
  - باماکو (سفارت)
- موریتانی
  - نواکشوت (سفارت)
- نامیبیا
  - ویندهوک (سفارت)
- نیجر
  - نیامی (سفارت)
- نیجریه
  - آبوجا (سفارت)
- سنگال
  - داکار (سفارت)
- سیرالئون
  - فری‌تاون (سفارت)
- آفریقای جنوبی
  - پرتوریا (سفارت)
- تانزانیا
  - دارالسلام (سفارت)
- تونس
  - تونس (سفارت)
- اوگاندا
  - کامپالا (سفارت)
- زیمبابوه
  - هراره (سفارت)
- مصر
  - قاهره (دفتر حفاظت منافع)[۲]

## آمریکا
- آرژانتین
  - بوئنوس آیرس (سفارت)
- بولیوی
  - لاپاز (سفارت)
- برزیل
  - برازیلیا (سفارت)
- کانادا
  - اتاوا (بخش گذرنامه ستاد کانادا در سفارت سوئیس واقع در کانادا)
- شیلی
  - سانتیاگو (سفارت)
- کلمبیا
  - بوگوتا (سفارت)
- کوبا
  - هاوانا (سفارت)
- اکوادور
  - کیتو (سفارت)
- مکزیک
  - مکزیکوسیتی (سفارت)
- نیکاراگوئه
  - ماناگوآ (سفارت)
- ایالات متحده آمریکا
  - واشینگتن، دی.سی. (دفتر حفاظت منافع)[۳]
- اروگوئه
  - مونته‌ویدئو (سفارت)
- ونزوئلا
  - کاراکاس (سفارت)

## آسیا
- افغانستان
  - کابل (سفارت)
  - هرات (سرکنسولگری)
  - جلال‌آباد (سرکنسولگری)
  - قندهار (سرکنسولگری)[۴]
  - مزار شریف (سرکنسولگری)[۵]
- ارمنستان
  - ایروان (سفارت)
  - کاپان (سرکنسولگری)
- جمهوری آذربایجان
  - باکو (سفارت)
  - نخجوان (سرکنسولگری)
- بنگلادش
  - داکا (سفارت)
- برونئی
  - بندر سری بگاوان (سفارت)
- چین
  - پکن (سفارت)
  - گوانگ‌ژو (سرکنسولگری)
  - هنگ کنگ (سرکنسولگری)
  - شانگهای (سرکنسولگری)
- گرجستان
  - تفلیس (سفارت)
  - باتومی (سرکنسولگری)
- هند
  - دهلی نو (سفارت)
  - حیدرآباد (سرکنسولگری)
  - بمبئی (سرکنسولگری)
- عربستان سعودی
  - ریاض (سفارت)[۶]
  - جده (سرکنسولگری)
- اندونزی
  - جاکارتا (سفارت)
- عراق
  - بغداد (سفارت)
  - بصره (سرکنسولگری)
  - اربیل (سرکنسولگری)
  - کربلا (سرکنسولگری)
  - نجف (سرکنسولگری)
  - سلیمانیه (سرکنسولگری)
- ژاپن
  - توکیو (سفارت)
- اردن
  - امان (سفارت)
- قزاقستان
  - آستانه (سفارت)
  - آق‌تاو (سرکنسولگری)
  - آلماتی (سرکنسولگری)[۷]
- کویت
  - کویت (سفارت)
- قرقیزستان
  - بیشکک (سفارت)
- لبنان
  - بیروت (سفارت)
- مالزی
  - کوالا لامپور (سفارت)
- نپال
  - کاتماندو (کنسولگری)[۸]
- کره شمالی
  - پیونگ‌یانگ (سفارت)
- عمان
  - مسقط (سفارت)
- پاکستان
  - اسلام‌آباد (سفارت)
  - کراچی (سرکنسولگری)
  - لاهور (سرکنسولگری)
  - پیشاور (سرکنسولگری)
  - کویته (سرکنسولگری)
- فیلیپین
  - مانیل (سفارت)
- قطر
  - دوحه (سفارت)
- کره جنوبی
  - سئول (سفارت)
- سری‌لانکا
  - کلمبو (سفارت)
- تاجیکستان
  - دوشنبه (سفارت)
- تایلند
  - بانکوک (سفارت)
- ترکیه
  - آنکارا (سفارت)
  - ارزروم (سرکنسولگری)
  - استانبول (سرکنسولگری)
  - طرابزون (سرکنسولگری)
- ترکمنستان
  - عشق‌آباد (سفارت)
  - مرو (سرکنسولگری)
- امارات متحده عربی
  - ابوظبی (سفارت)
  - دبی (سرکنسولگری)
- ازبکستان
  - تاشکند (سفارت)
- ویتنام
  - هانوی (سفارت)
- یمن
  - صنعا (سفارت)
- مغولستان
  - اولان‌باتور (سرکنسولگری)

## اروپا
- اتریش
  - وین (سفارت)
- بلاروس
  - مینسک (سفارت)
- بلژیک
  - بروکسل (سفارت)
- بوسنی و هرزگوین
  - سارایوو (سفارت)
- بلغارستان
  - صوفیه (سفارت)
- کرواسی
  - زاگرب (سفارت)
- قبرس
  - نیکوزیا (سفارت)
- جمهوری چک
  - پراگ (سفارت)
- دانمارک
  - کپنهاگ (سفارت)
- فنلاند
  - هلسینکی (سفارت)
- فرانسه
  - پاریس (سفارت)
- آلمان
  - برلین (سفارت)
- یونان
  - آتن (سفارت)
- واتیکان
  - رم (سفارت)
- مجارستان
  - بوداپست (سفارت)
- جمهوری ایرلند
  - دوبلین (سفارت)
- ایتالیا
  - رم (سفارت)
  - میلان (سرکنسولگری)
- هلند
  - لاهه (سفارت)
- مقدونیه شمالی
  - اسکوپیه (سفارت)
- نروژ
  - اسلو (سفارت)
- لهستان
  - ورشو (سفارت)
- پرتغال
  - لیسبون (سفارت)
- رومانی
  - بخارست (سفارت)
- روسیه
  - مسکو (سفارت)
  - آستراخان (سرکنسولگری)
  - کازان (سرکنسولگری)
- صربستان
  - بلگراد (سفارت)
- اسلوونی
  - لیوبلیانا (سفارت)
- اسپانیا
  - مادرید (سفارت)
- سوئد
  - استکهلم (سفارت)
- سوئیس
  - برن (سفارت)
- اوکراین
  - کی‌یف (سفارت)
- بریتانیا
  - لندن (سفارت)
- آلبانی
  - تیرانا (سفارت)[۹]
- اسلواکی
  - براتیسلاوا (سفارت)[۱۰]

## اقیانوسیه
- استرالیا
  - کانبرا (سفارت)
- نیوزیلند
  - ولینگتون (سفارت)

## نمایندگی‌ها در سازمان‌های بین‌المللی
- سازمان ملل متحد
  - ژنو (نمایندگی دائم در دفتر سازمان ملل)
  - نیویورک (نمایندگی دائم در دفتر سازمان ملل)
  - وین (نمایندگی دائم در دفتر سازمان ملل)[۱۱]

## سفارتخانه‌های غیرمقیم
1. جمهوری کنگو (کینشاسا)
2. مالدیو (کلمبو)
3. لائوس (هانوی)
4. تیمور شرقی (جاکارتا)
5. بوتان (کشور) (دهلی نو)
6. تایوان (توکیو)
7. سودان جنوبی (آدیس آبابا)
8. بنین (آبوجا)
9. توگو (آکرا)
10. اریتره (آدیس آبابا)
11. جیبوتی (آدیس آبابا)
12. موریس (آنتاناناریوو)
13. سیشل (نایروبی)
14. مولدووا (بخارست)
15. لیبریا (آبیجان)
16. بورکینافاسو (آکرا)
17. گینه بیسائو (کوناکری)
18. گامبیا (داکار)
19. کیپ ورد (لیسبون)
20. جمهوری آفریقای مرکزی (آبوجا)
21. چاد (نیامی)
22. کامرون (آبوجا)
23. گینه استوایی (آبوجا)
24. گابن (کینشاسا)
25. زامبیا (هراره)
26. موزامبیک (پرتوریا)
27. بوتسوانا (پرتوریا)
28. لسوتو (پرتوریا)
29. اسواتینی (پرتوریا)
30. مونته‌نگرو (سارایوو)
31. فیجی (ولینگتون)
32. لیتوانی (ورشو)
33. لتونی (استکهلم)
34. استونی (هلسینکی)
35. ایسلند (اسلو)
36. گواتمالا (مکزیکوسیتی)
37. بلیز (مکزیکوسیتی)
38. السالوادور (ماناگوآ)
39. هندوراس (ماناگوآ)
40. کاستاریکا (ماناگوآ)
41. پاناما (بوگوتا)
42. پرو (کیتو)
43. ترینیداد و توباگو (کاراکاس)
44. پاراگوئه (مونته‌ویدئو)

## سفارتخانه‌های سابق
- بحرین (در پی حمله به سفارت و کنسولگری عربستان سعودی در ایران به‌طور دائم بسته شد)[۱۲]
- کانادا (به دلیل تهدیدات امنیتی بسته شد)[۱۳]
- کومور
- مصر (در پی انقلاب ۱۳۵۷ و سفر محمدرضا شاه پهلوی به مصر روابط دو کشور به‌طور کامل قطع و سفارت مصر در تهران و سفارت ایران در قاهره بسته شد؛ نام گذاری یک خیابان به نام خالد اسلامبولی، قاتل انورسادات رئیس‌جمهور مصر، عامل عدم از سرگیری مجدد روابط شد)[۱۴]
- گابن[۱۵]
- گامبیا[۱۵]
- اسرائیل[۱۶](در پی انقلاب ۱۳۵۷ و حمله به سفارت اسرائیل در تهران به‌طور دائم بسته شد)
- مراکش(در پی اعلام حمایت رژیم جمهوری اسلامی از جبهه پولیساریو روابط به‌طور کامل قطع و سفارت مراکش در تهران و سفارت ایران در رباط به‌طور کامل بسته شدند)[۱۷]
- موزامبیک[۱۵]
- میانمار
- سومالی (در پی حمله به سفارت و کنسولگری عربستان سعودی در ایران به‌طور دائم بسته شد)
- سودان (در پی حمله به سفارت و کنسولگری عربستان سعودی در ایران به‌طور دائم بسته شد)
- سوریه[۱۸][۱۹] (در پی سقوط رژیم اسد، سفارت و سرکنسولگری ایران در سوریه مورد حمله قرار گرفت و به‌طور دائم بسته شد)[۲۰]
- ایالات متحده آمریکا (در پی گروگان‌گیری در سفارت ایالات متحده آمریکا در تهران و حمله به کنسولگری ایالات متحده آمریکا در تبریز به‌طور دائم بسته شد)
- زامبیا

## نگارخانه

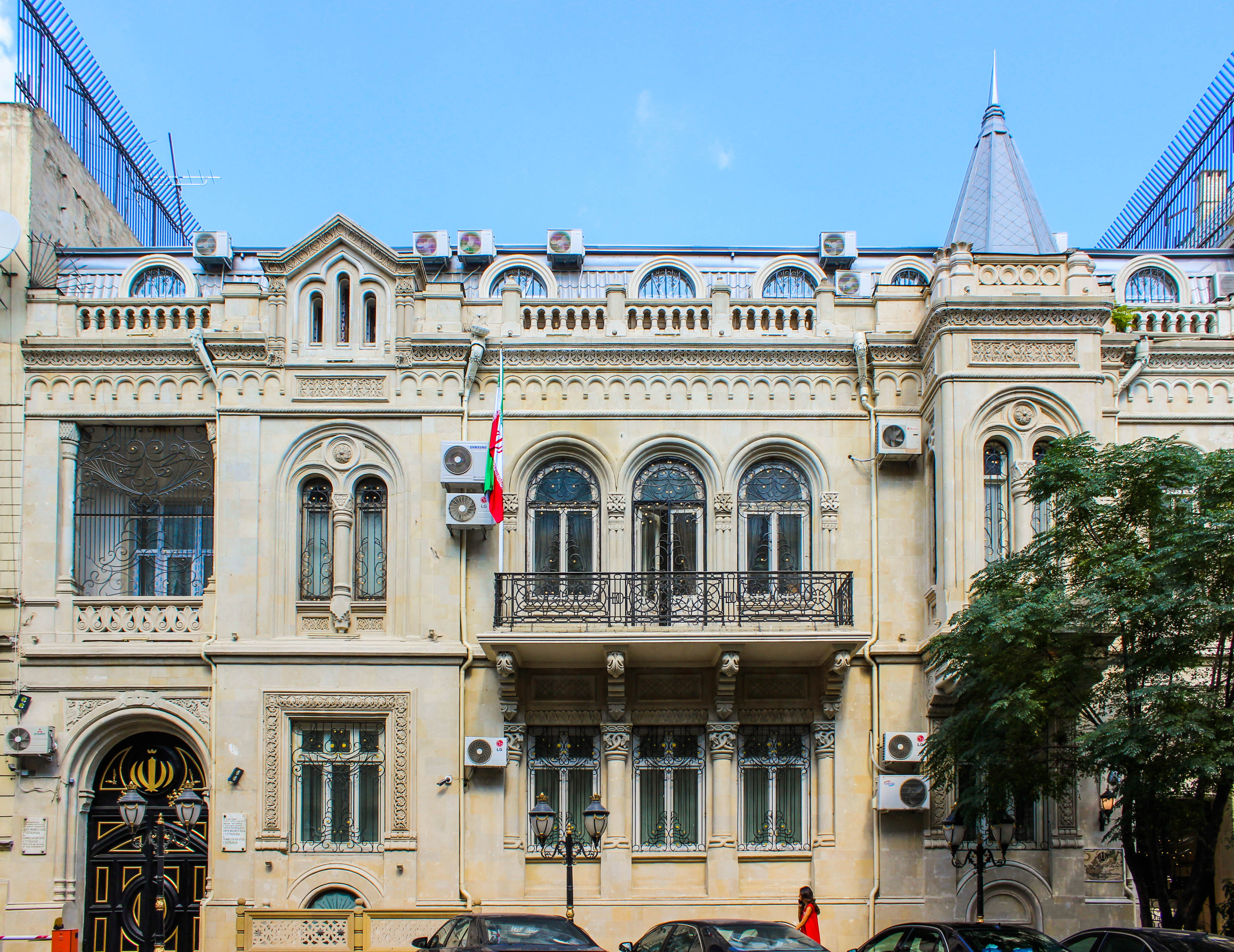
سفارت ایران در باکو
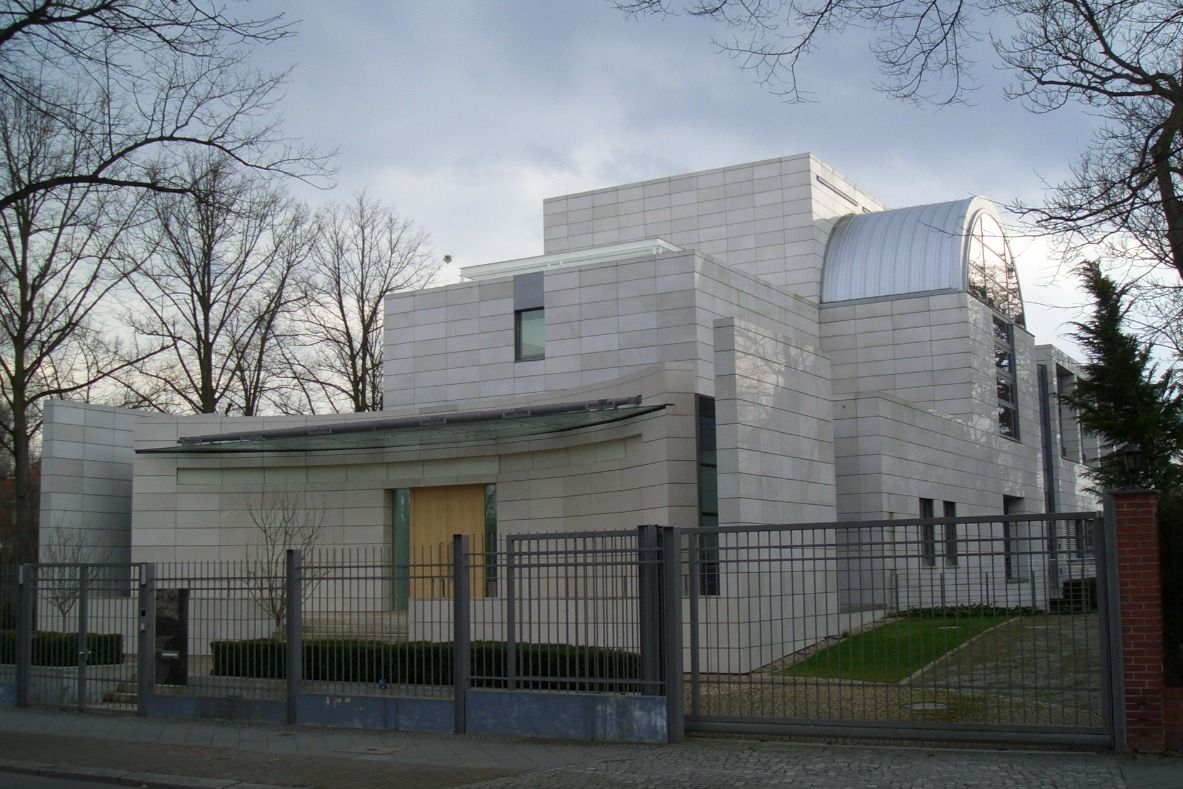
سفارت ایران در برلین
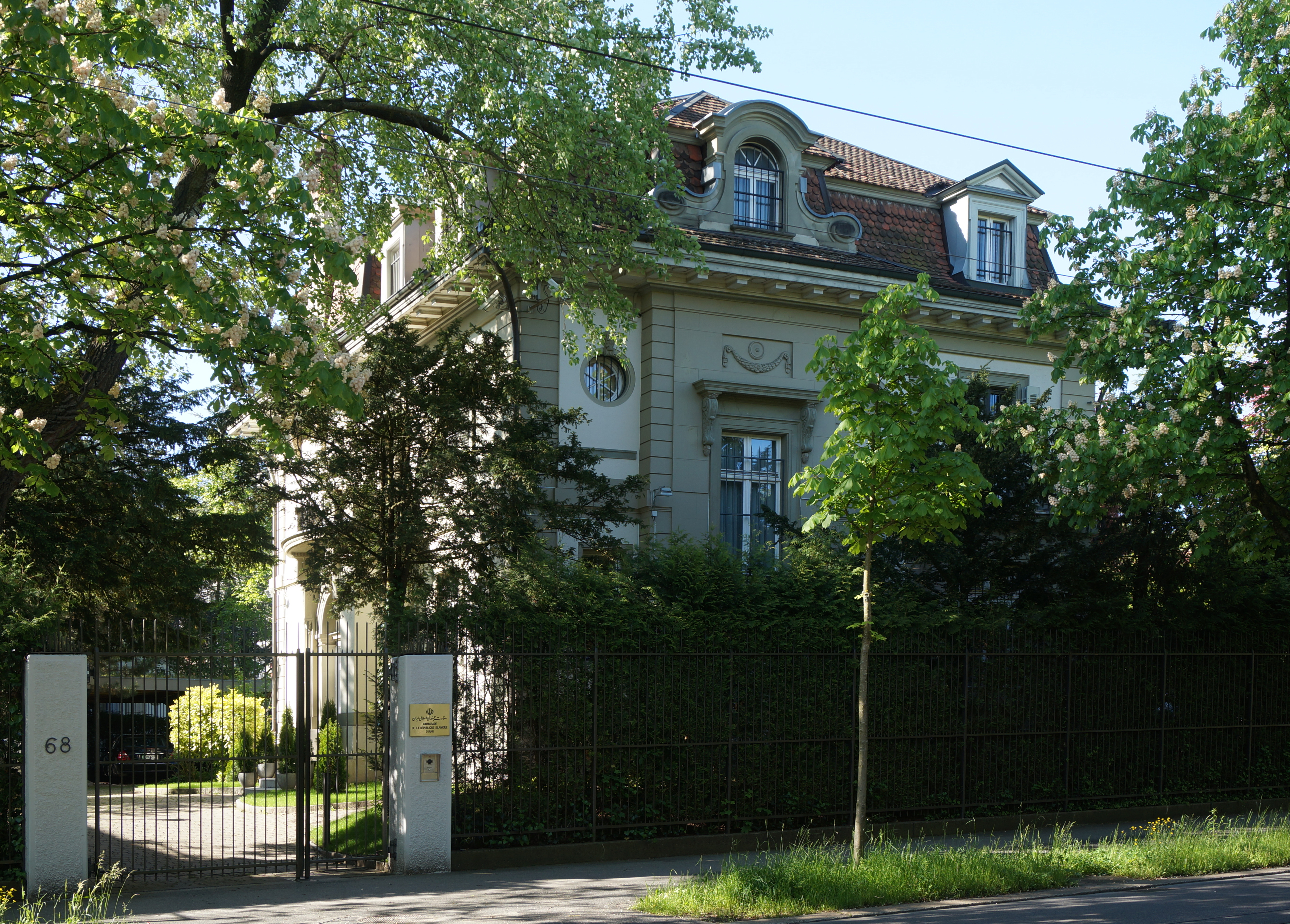
سفارت ایران در برن
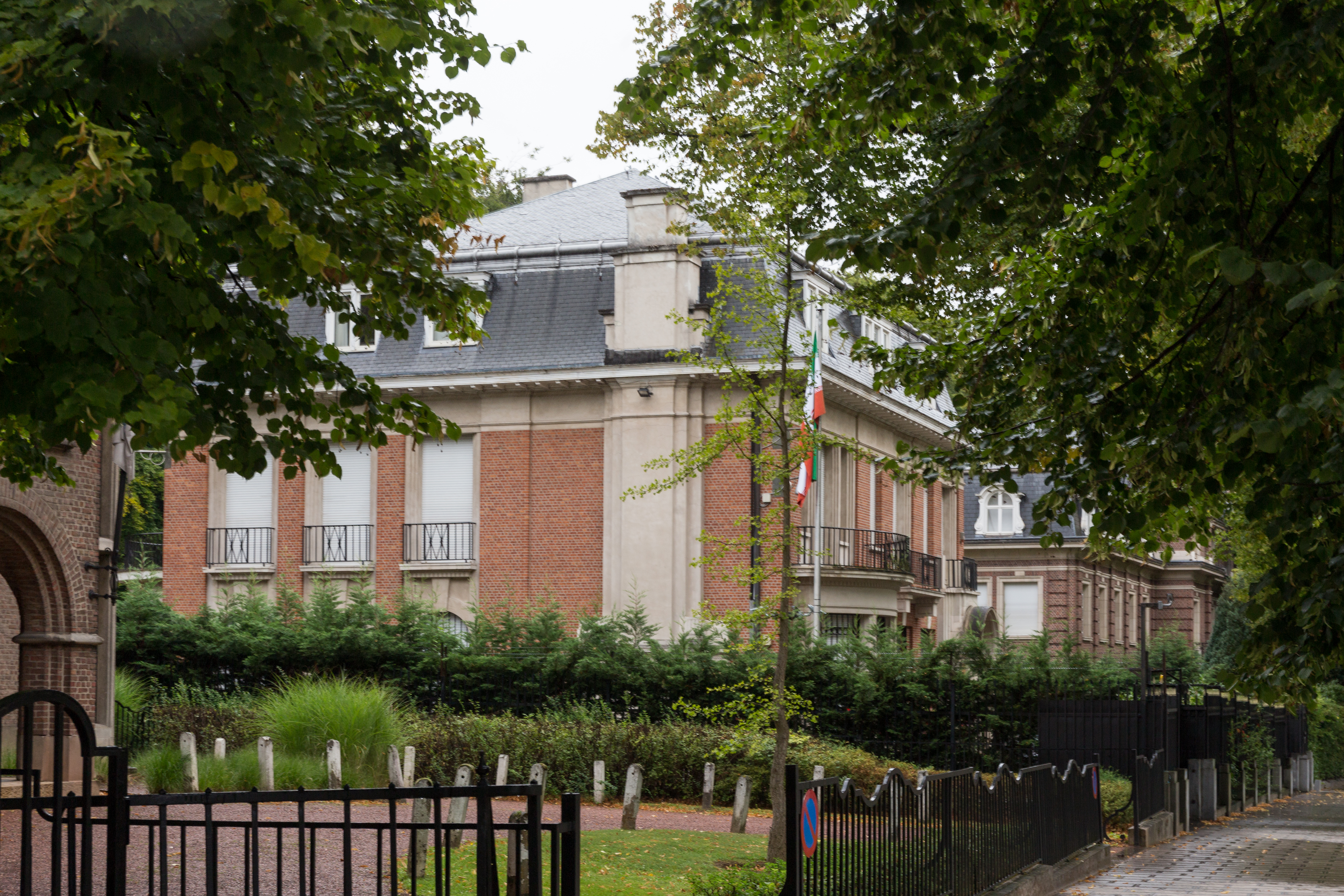
سفارت ایران در بروکسل
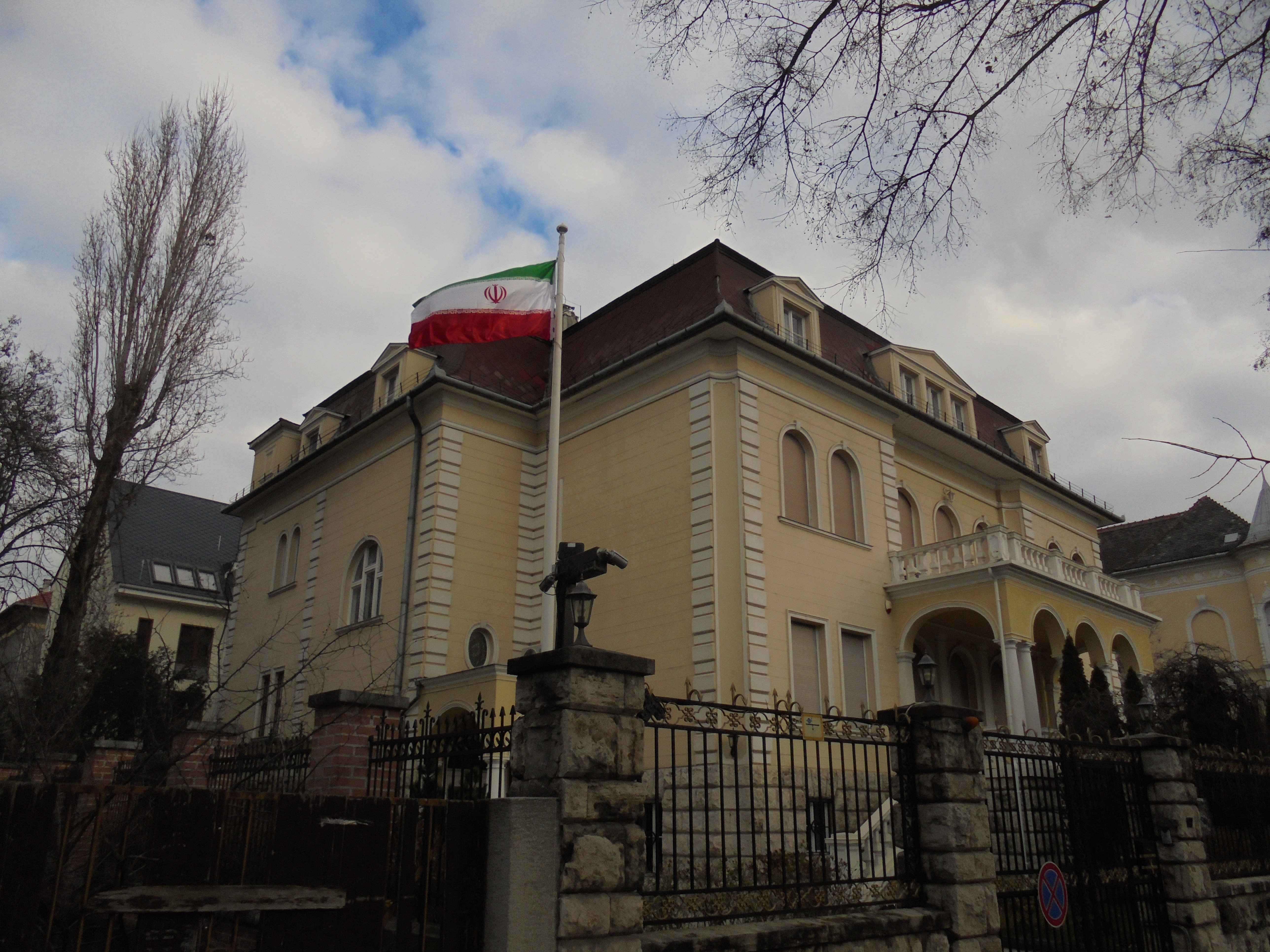
سفارت ایران در بوداپست
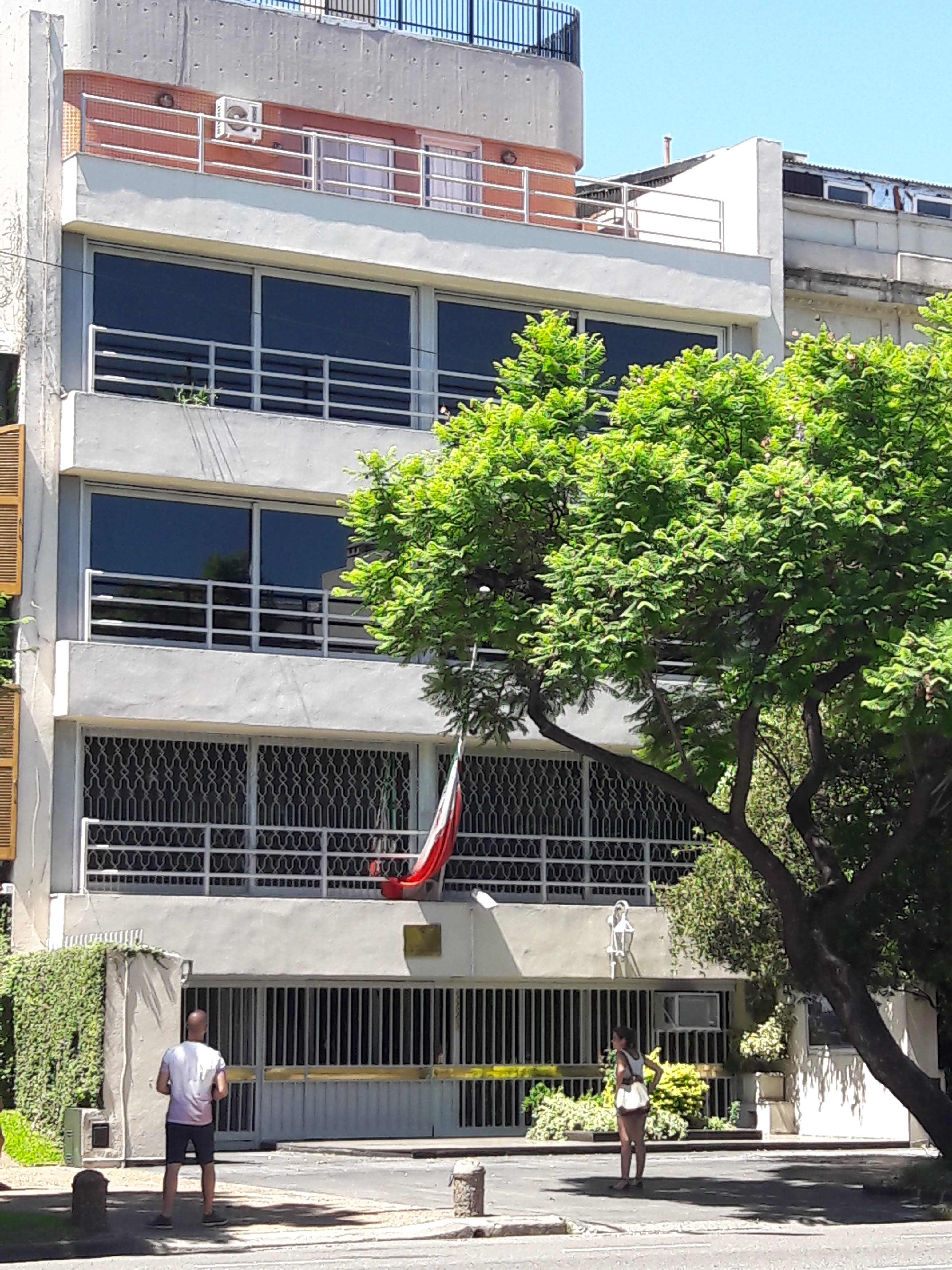
سفارت ایران در بوئنوس آیرس
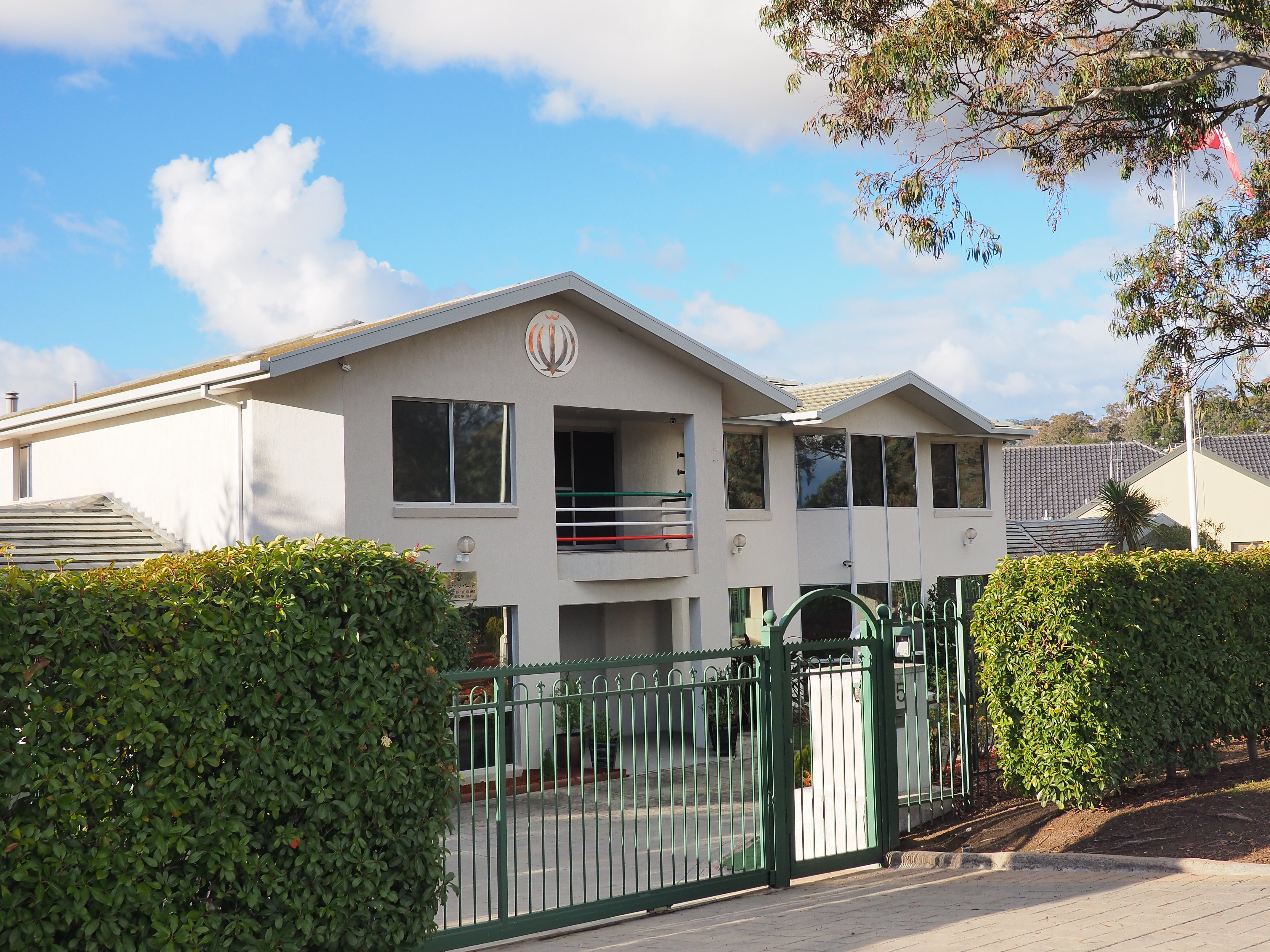
سفارت ایران در کانبرا
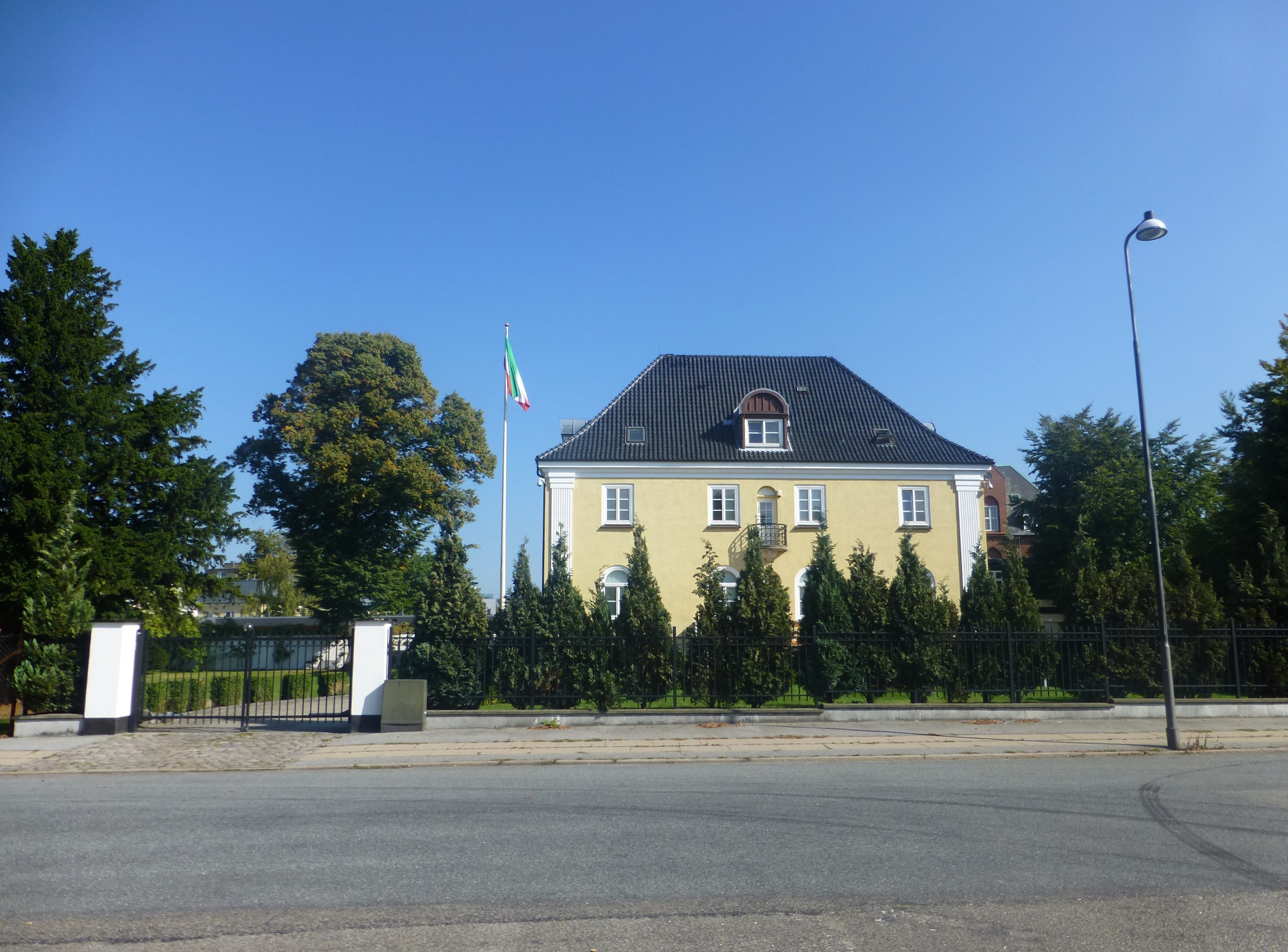
سفارت ایران در کپنهاگ
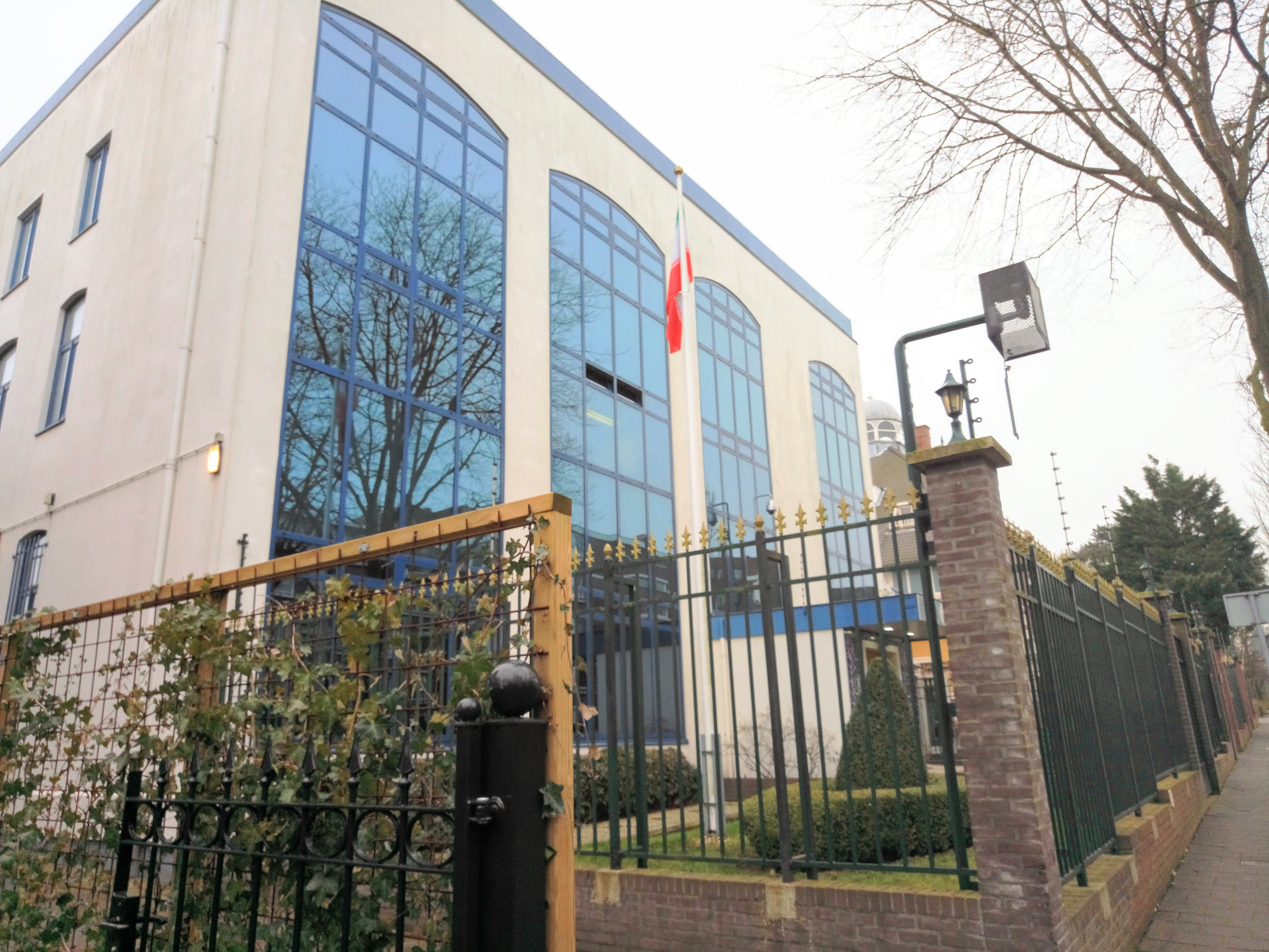
سفارت ایران در لاهه
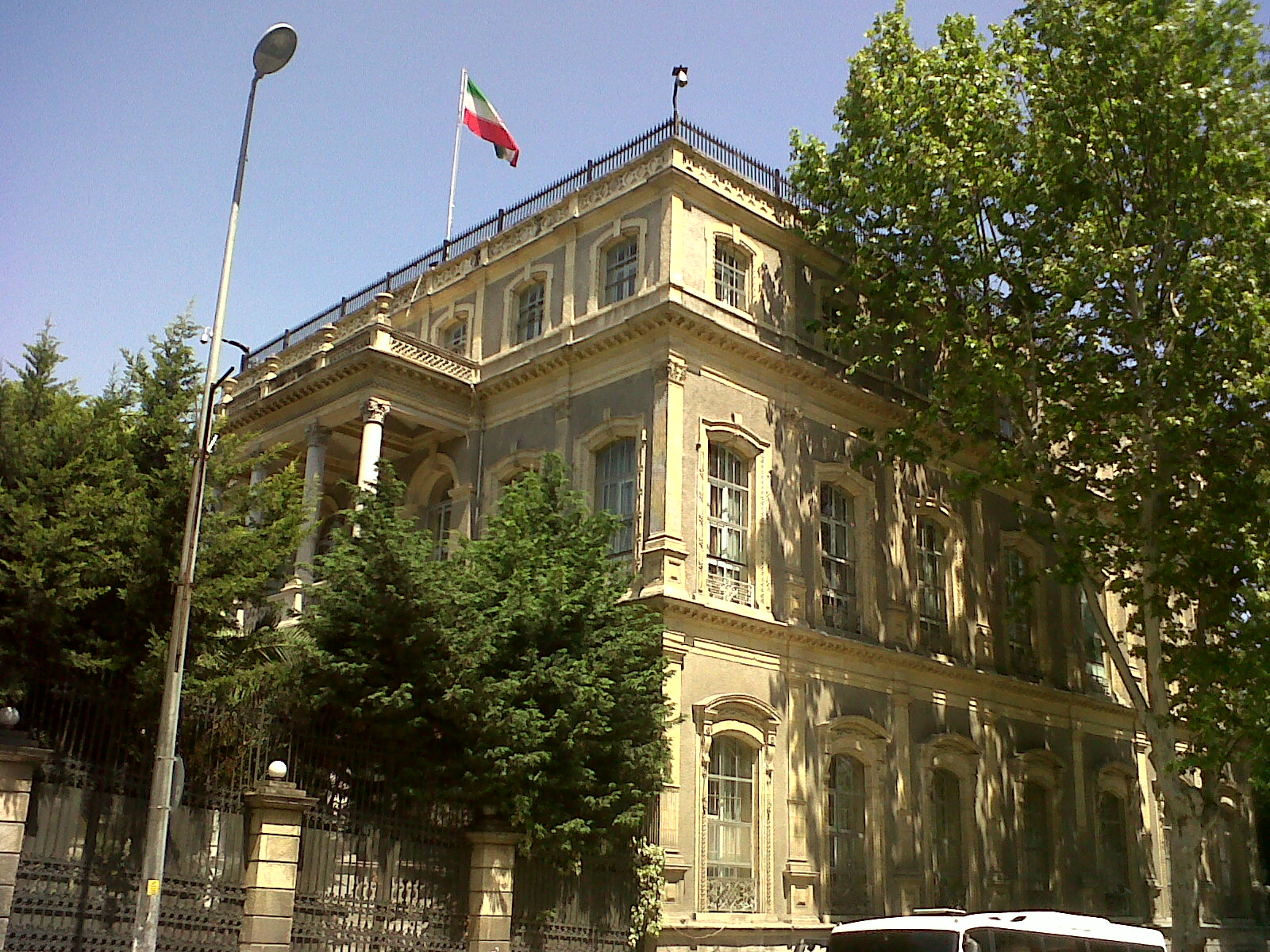
سرکنسولگری ایران در استانبول
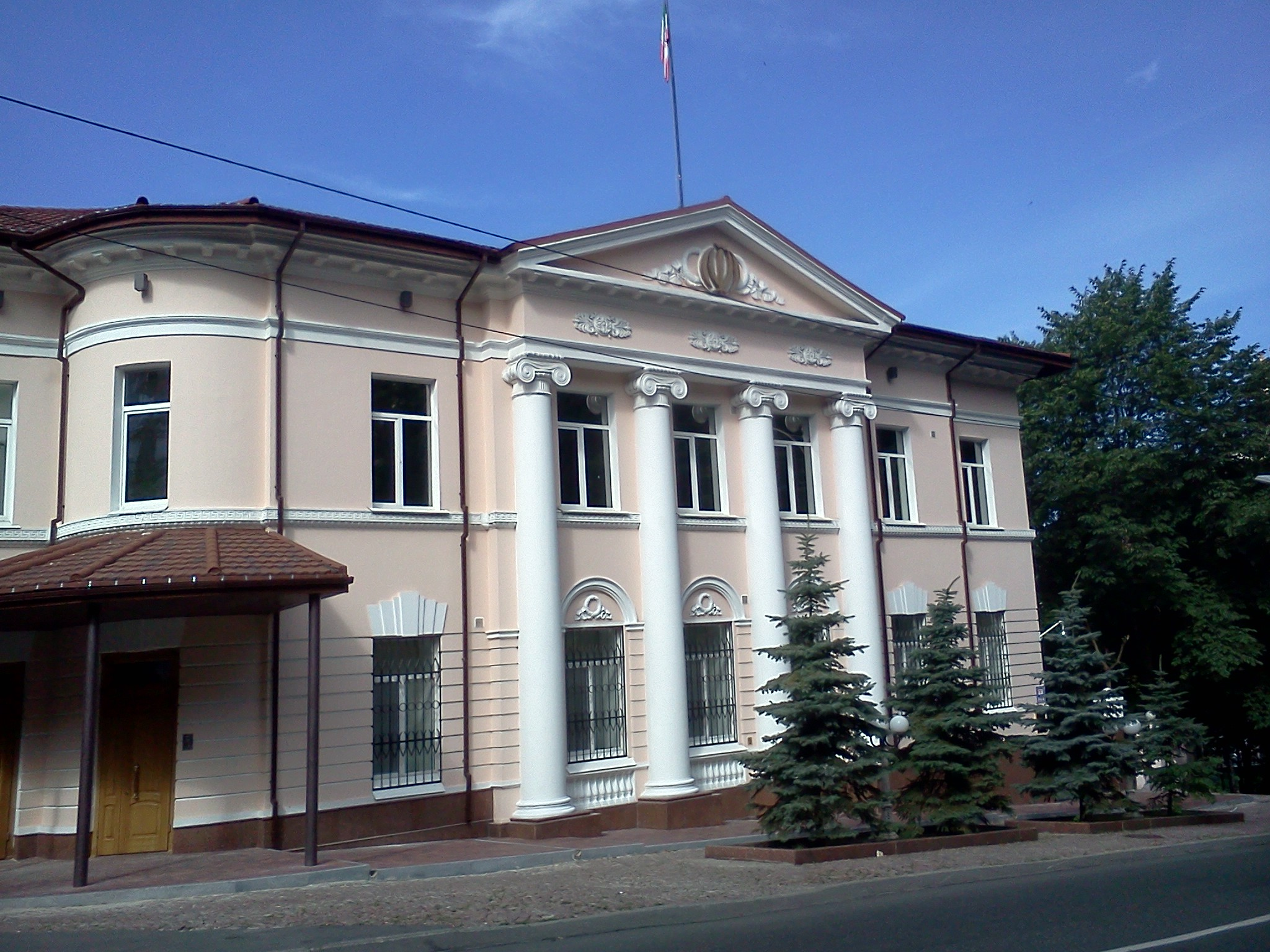
سفارت ایران در کی‌یف
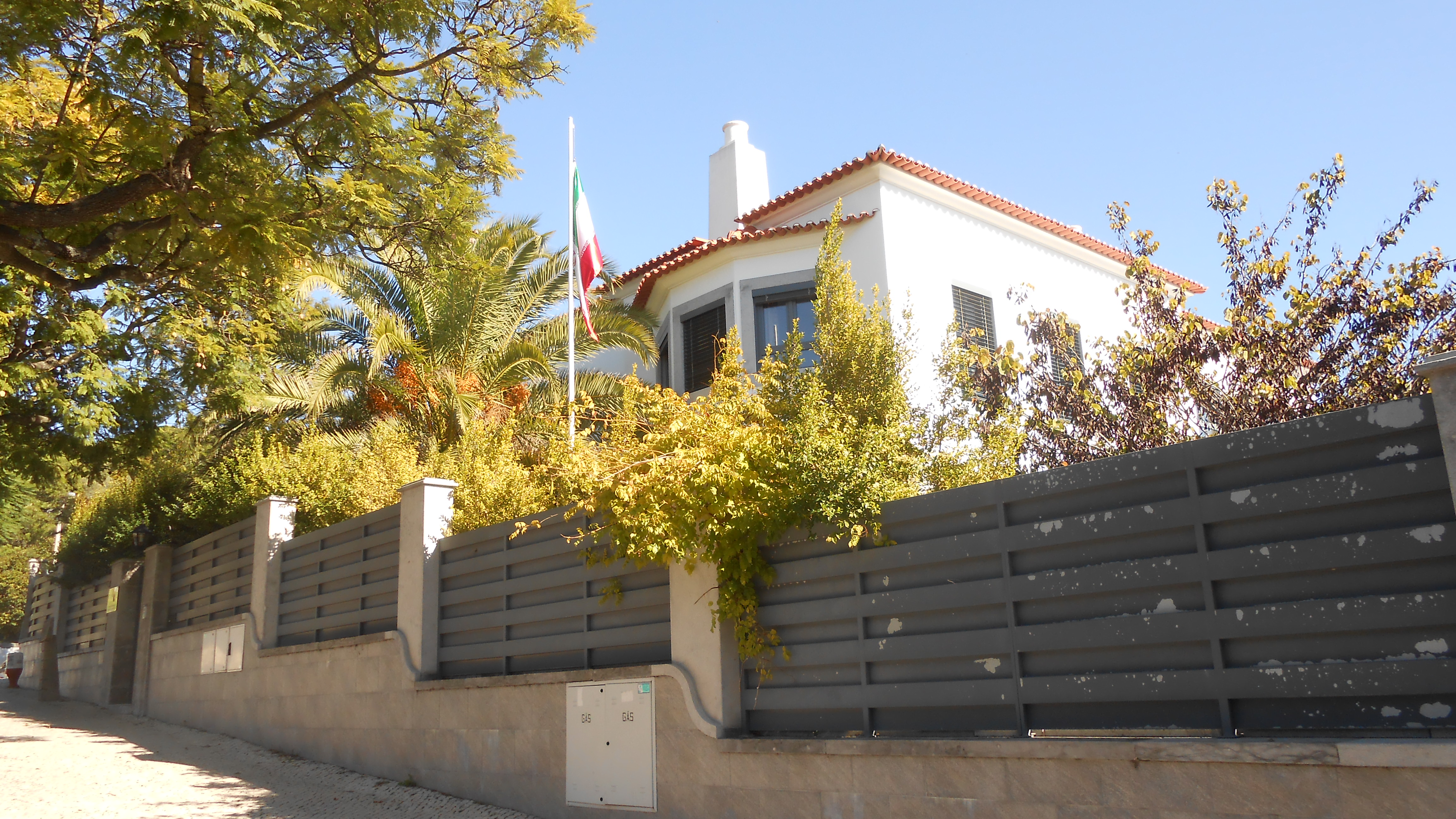
سفارت ایران در لیسبون
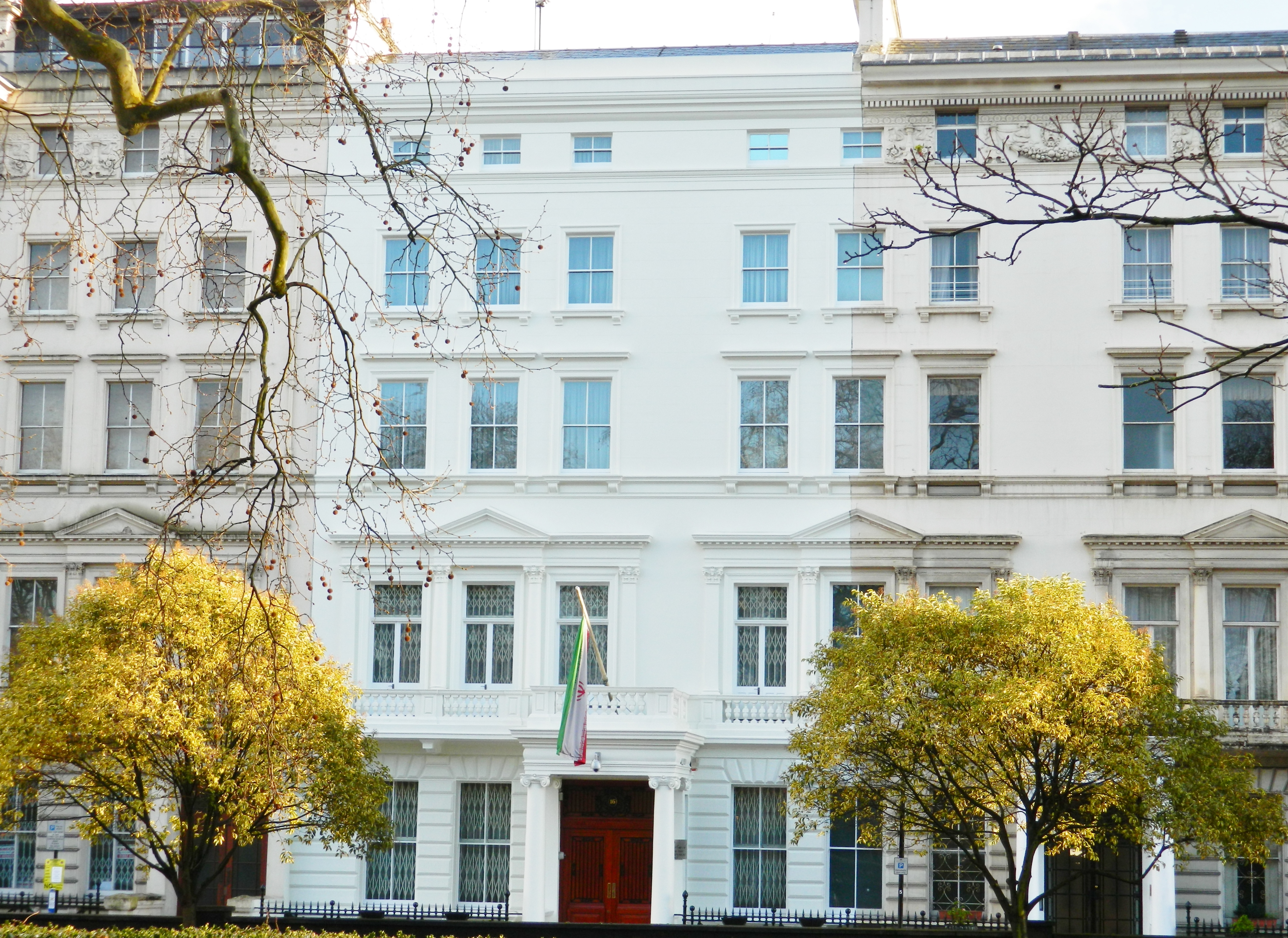
سفارت ایران در لندن
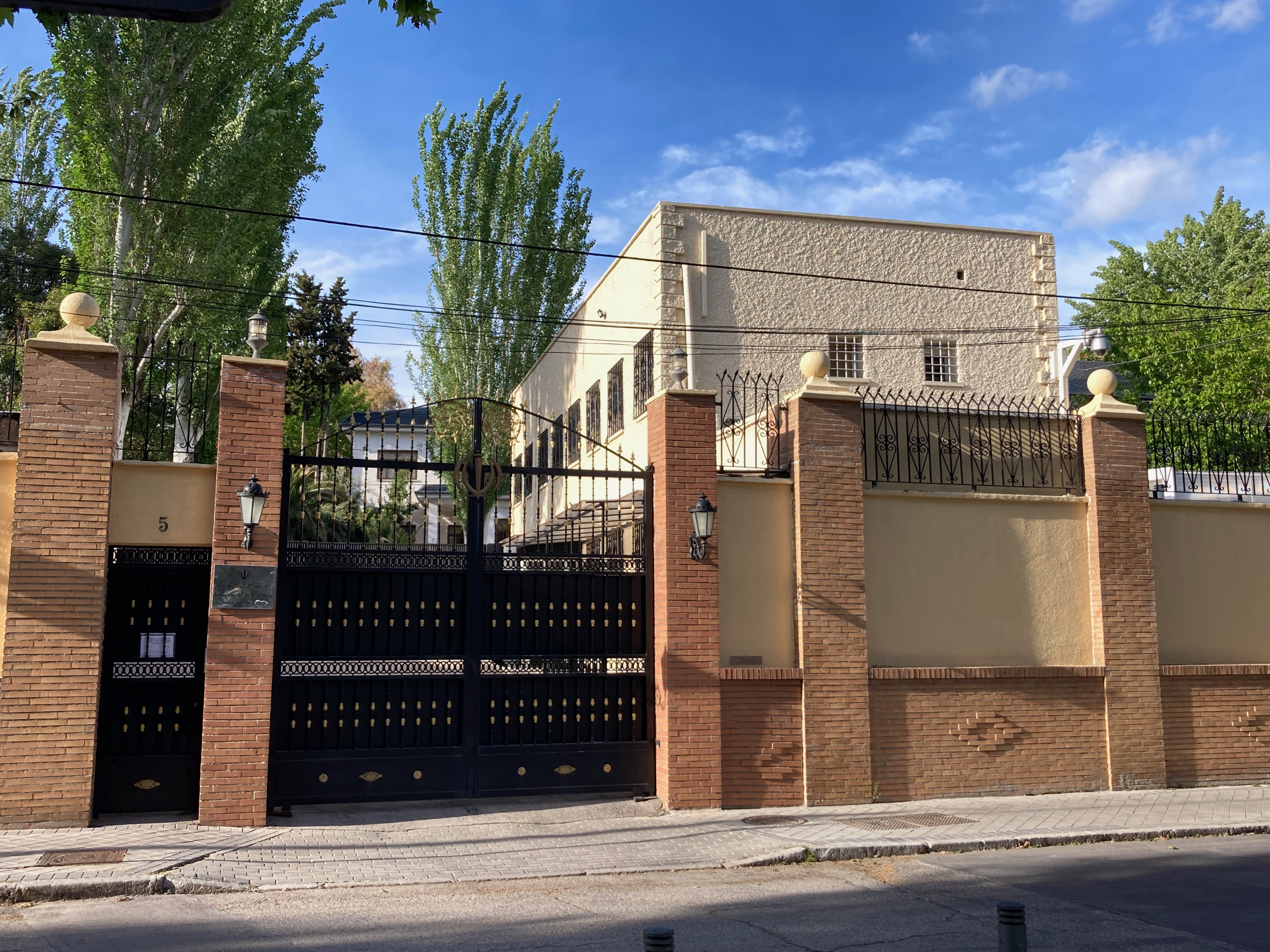
سفارت ایران در مادرید
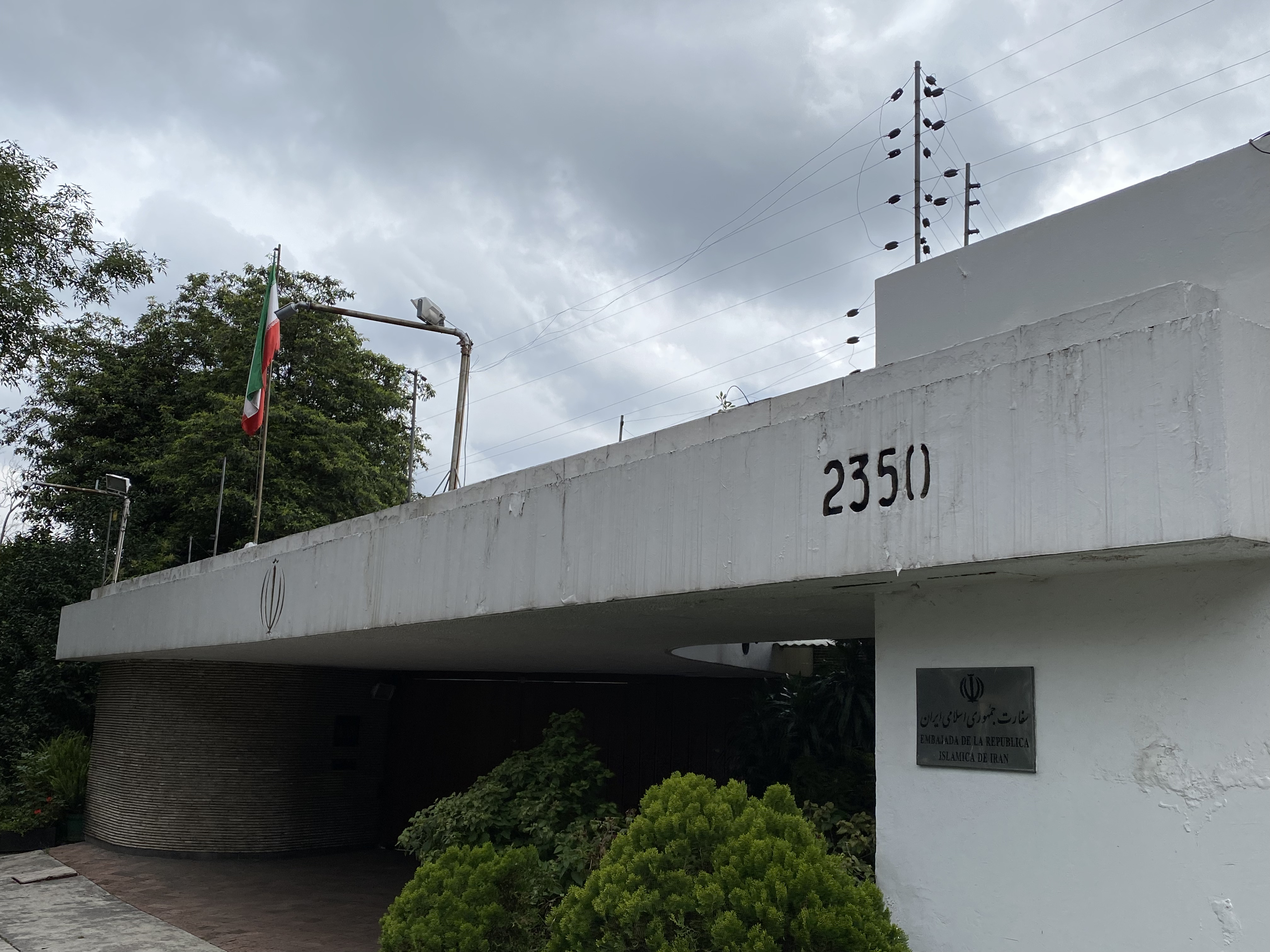
سفارت ایران در مکزیکوسیتی
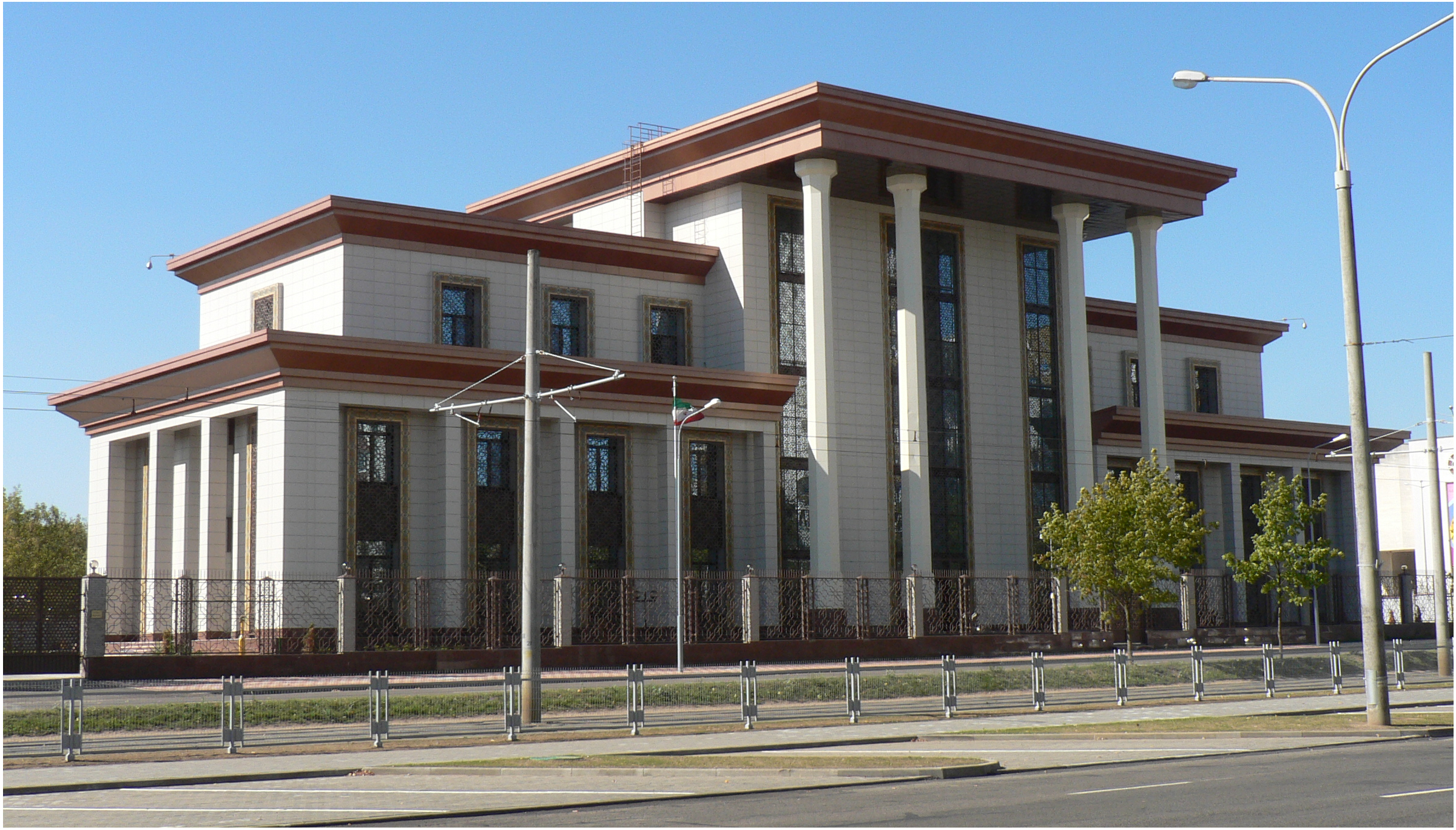
سفارت ایران در مینسک
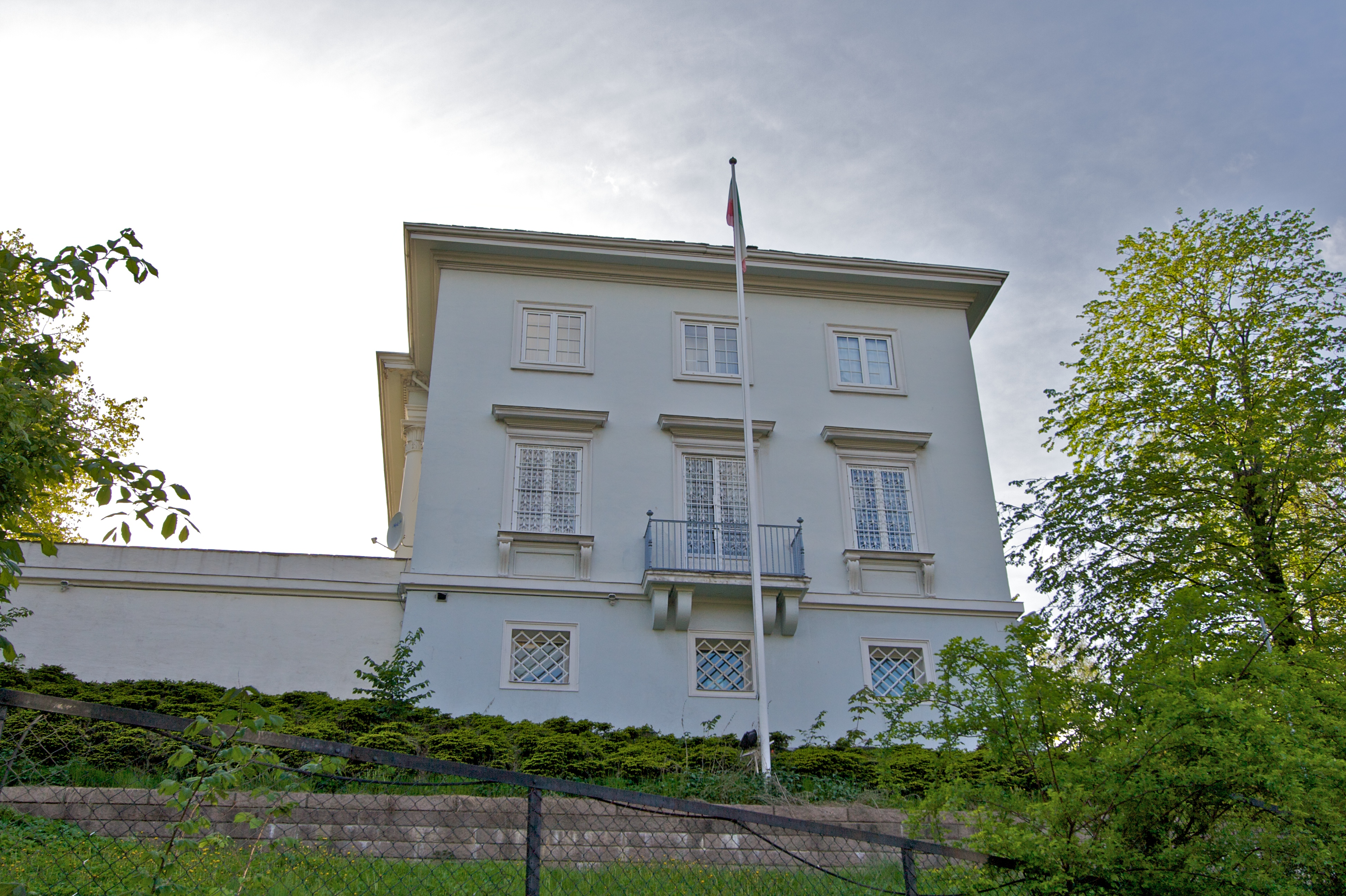
سفارت ایران در اسلو
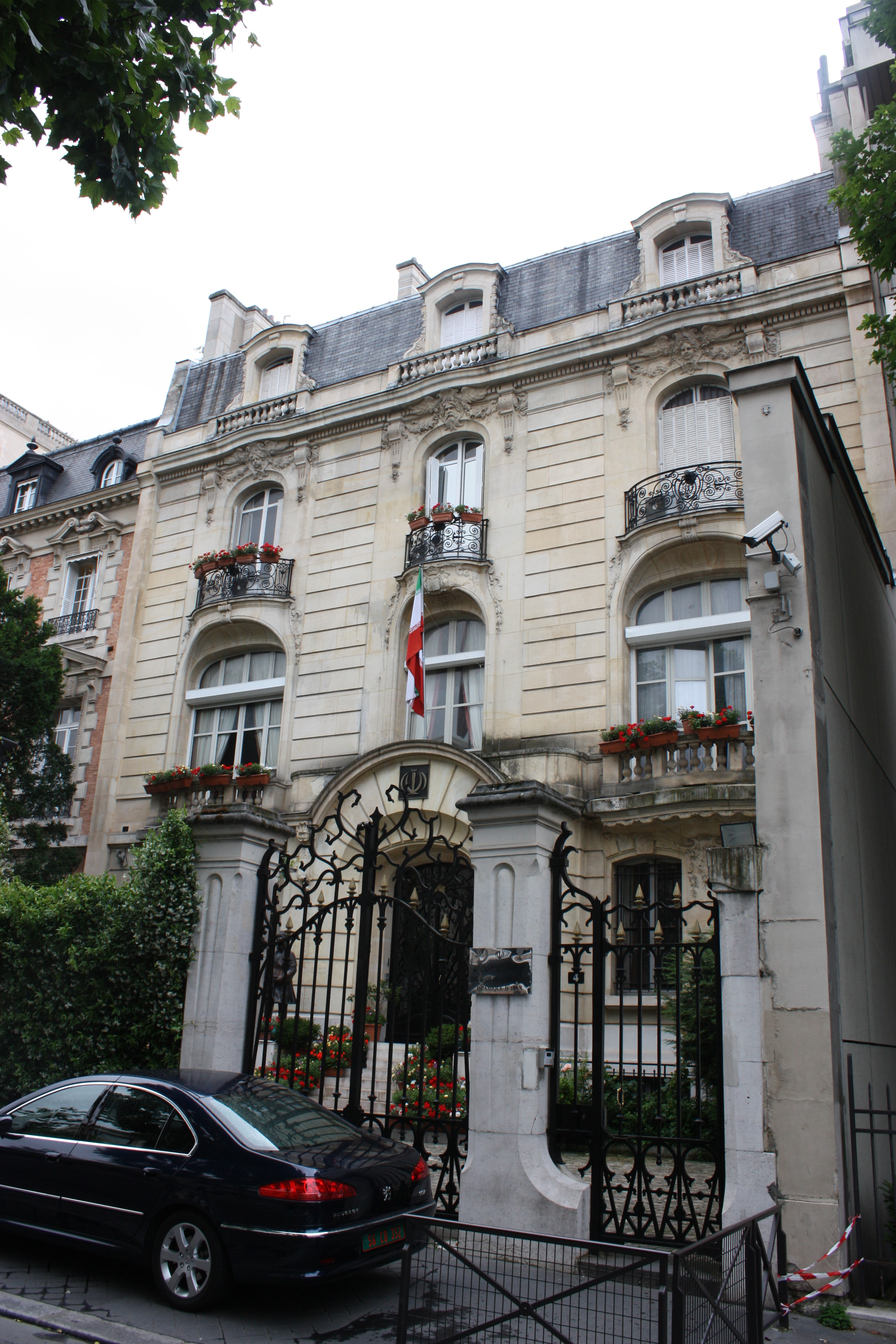
سفارت ایران در پاریس
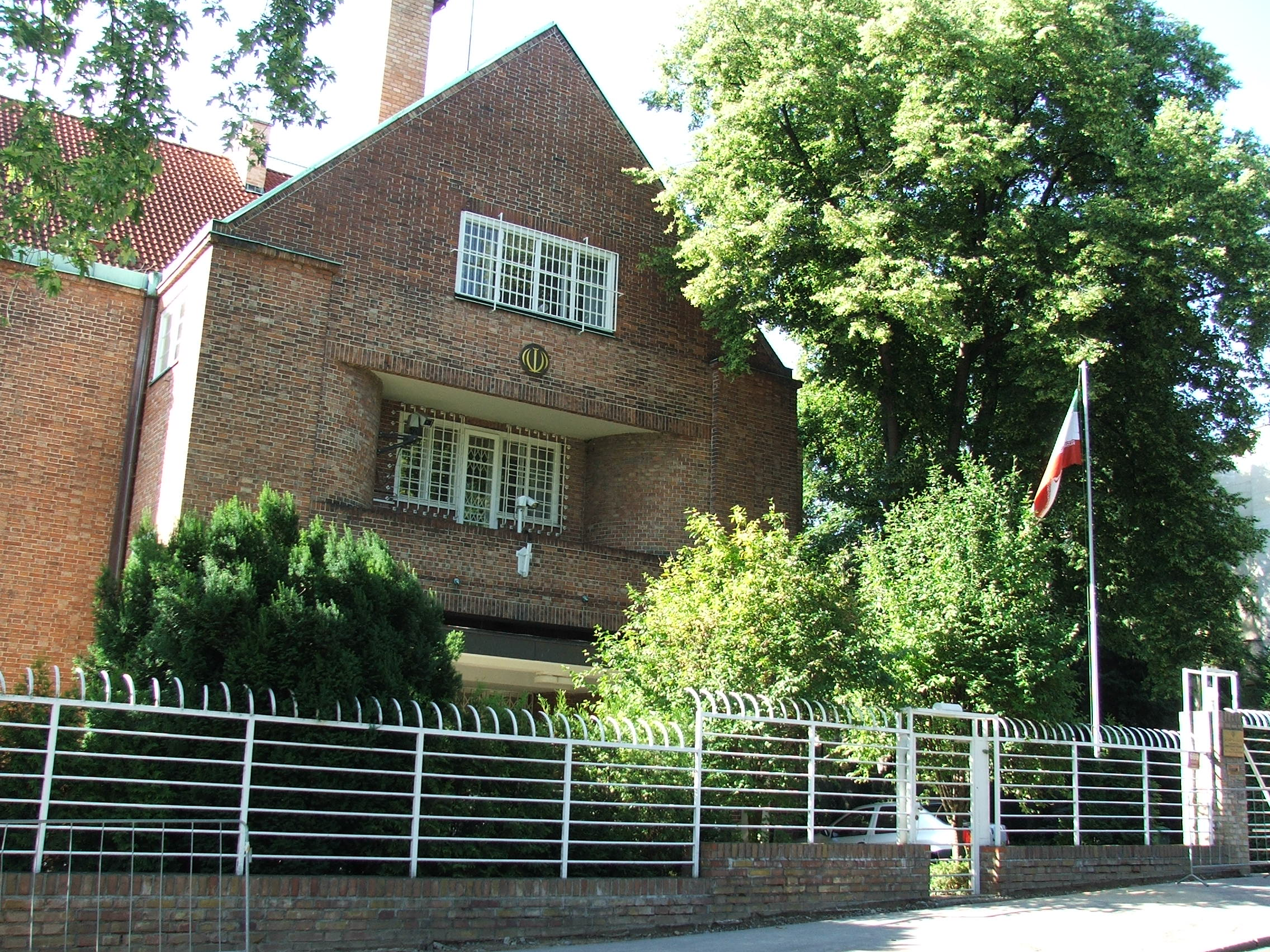
سفارت ایران در پراگ
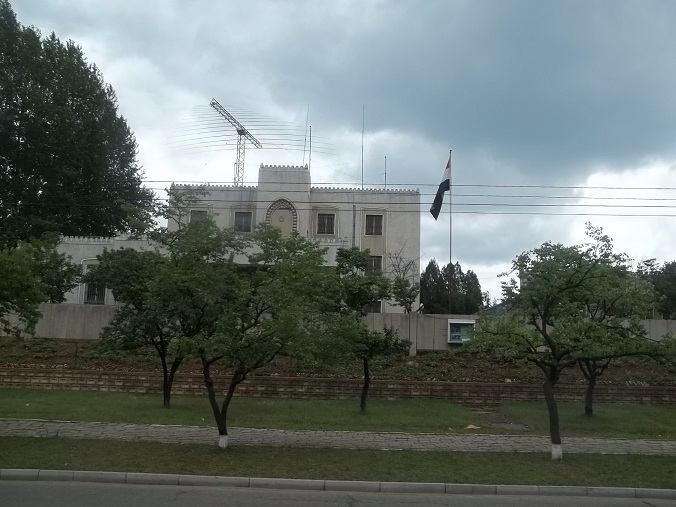
سفارت ایران در پیونگ‌یانگ
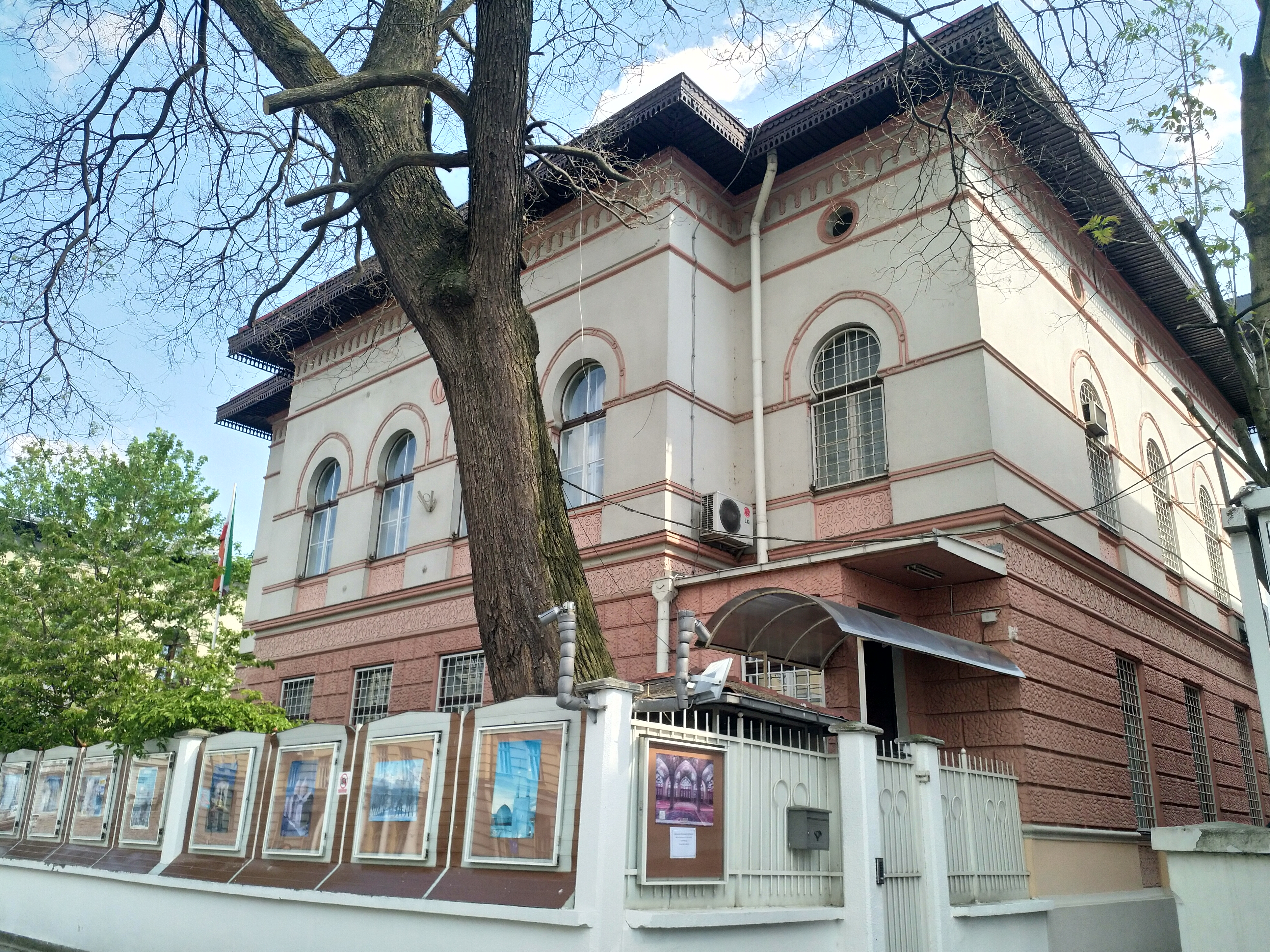
سفارت ایران در سارایوو
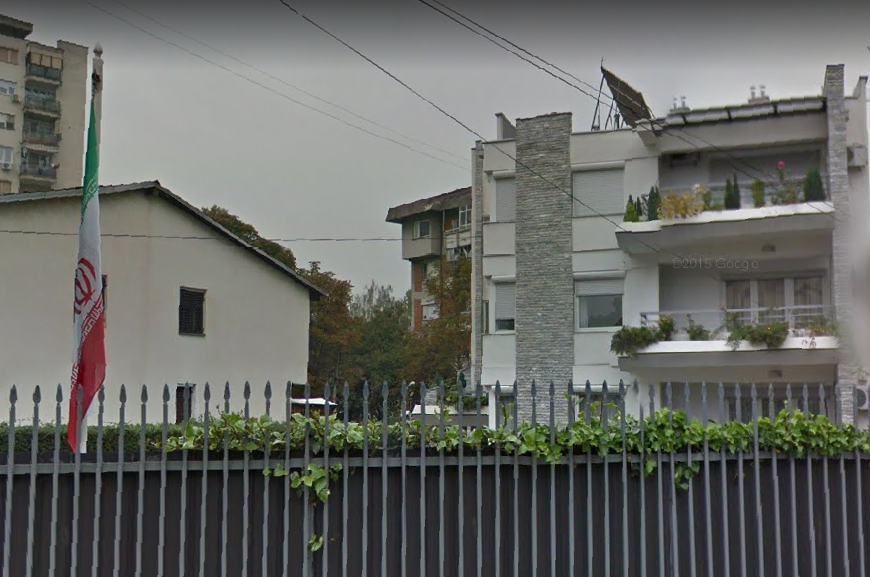
سفارت ایران در اسکوپیه
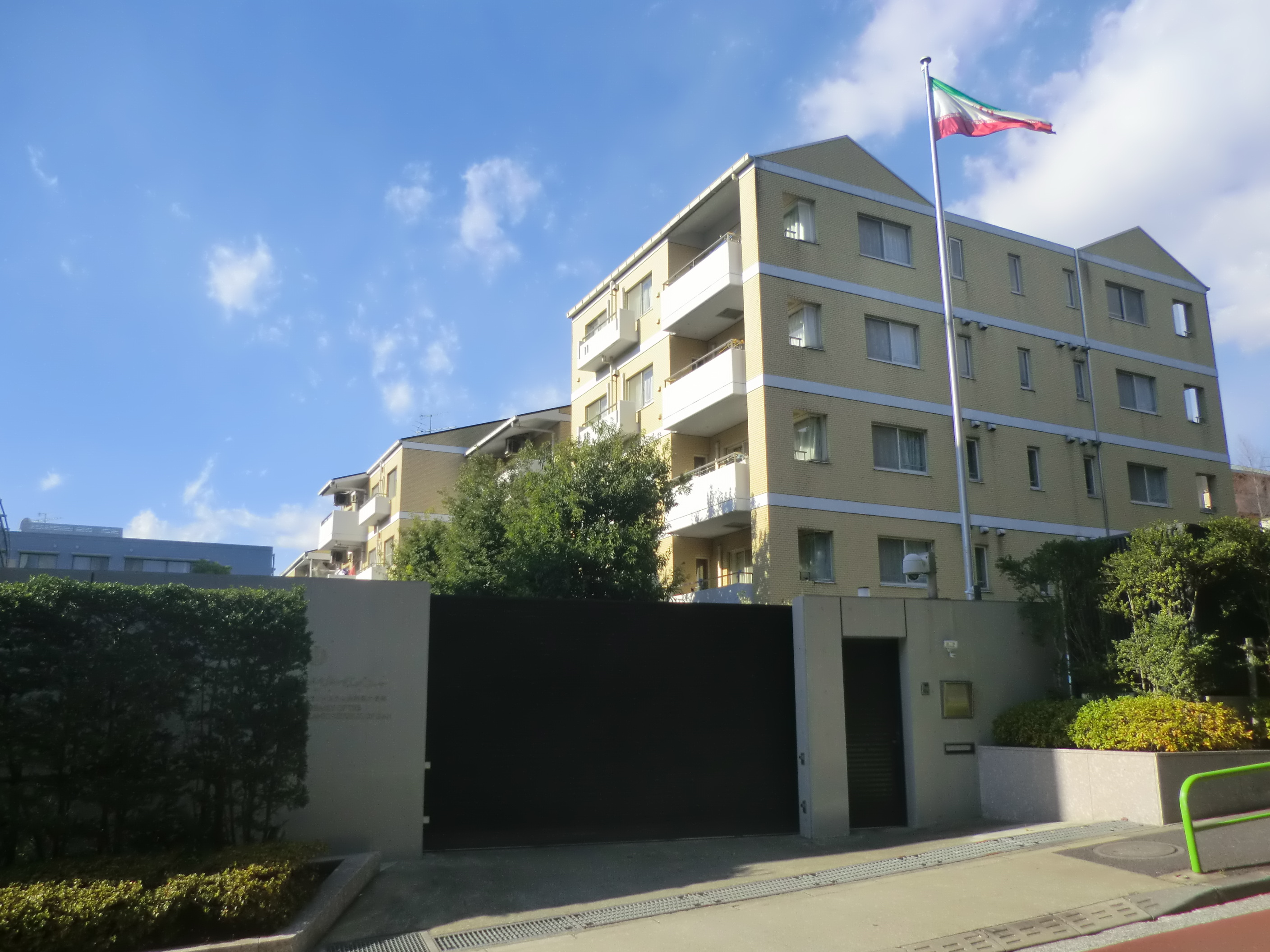
سفارت ایران در توکیو
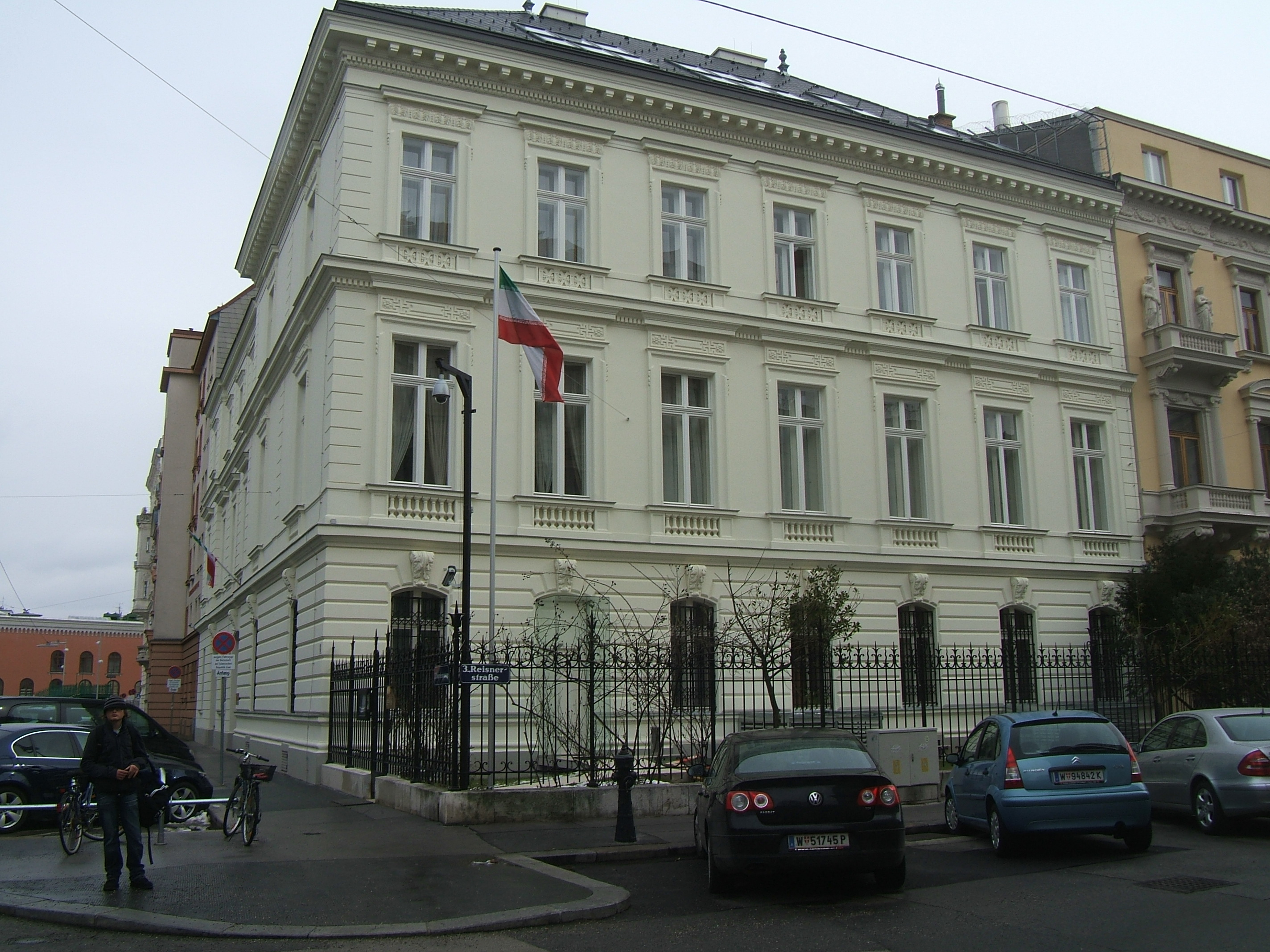
سفارت ایران در وین
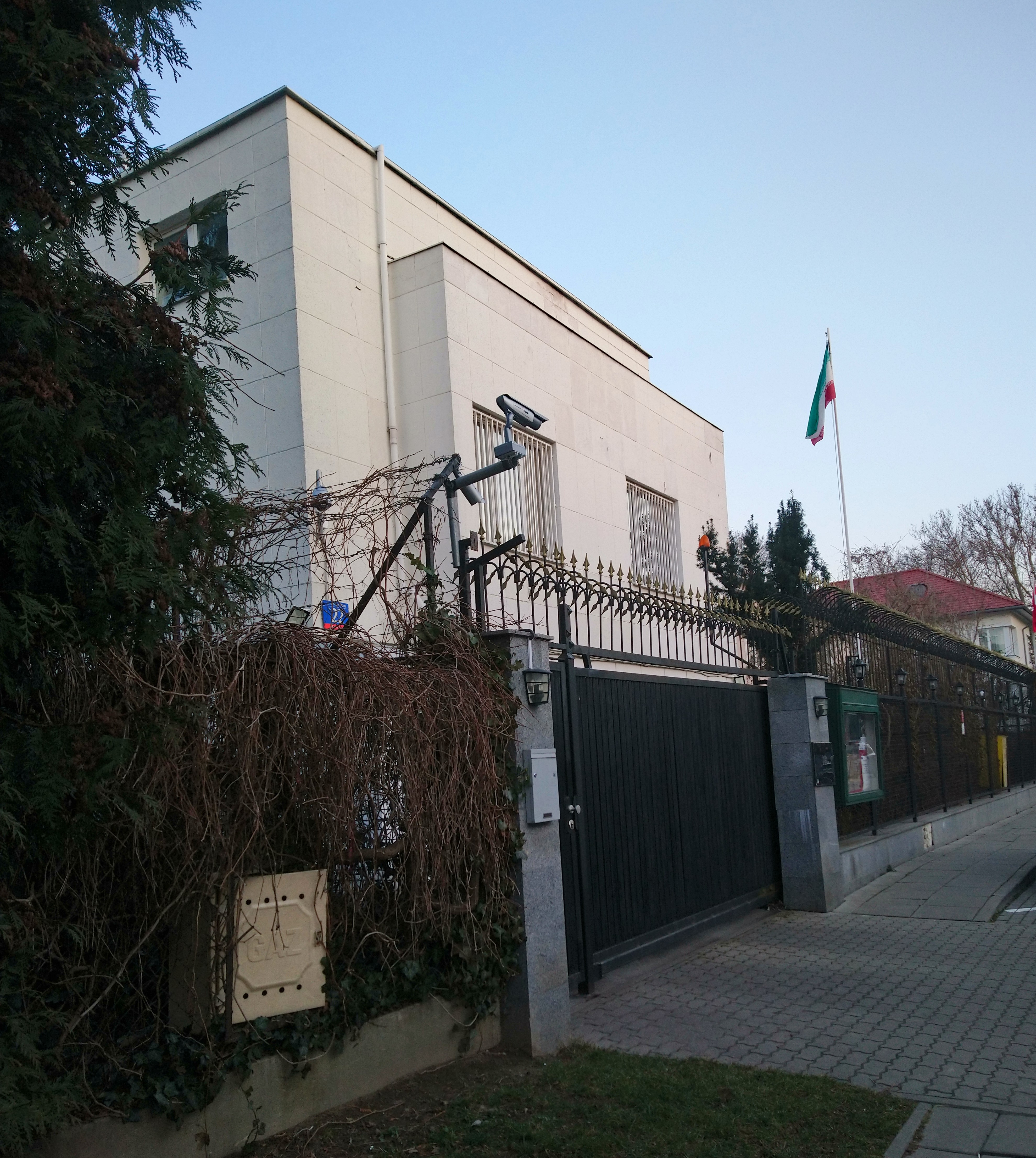
سفارت ایران در ورشو
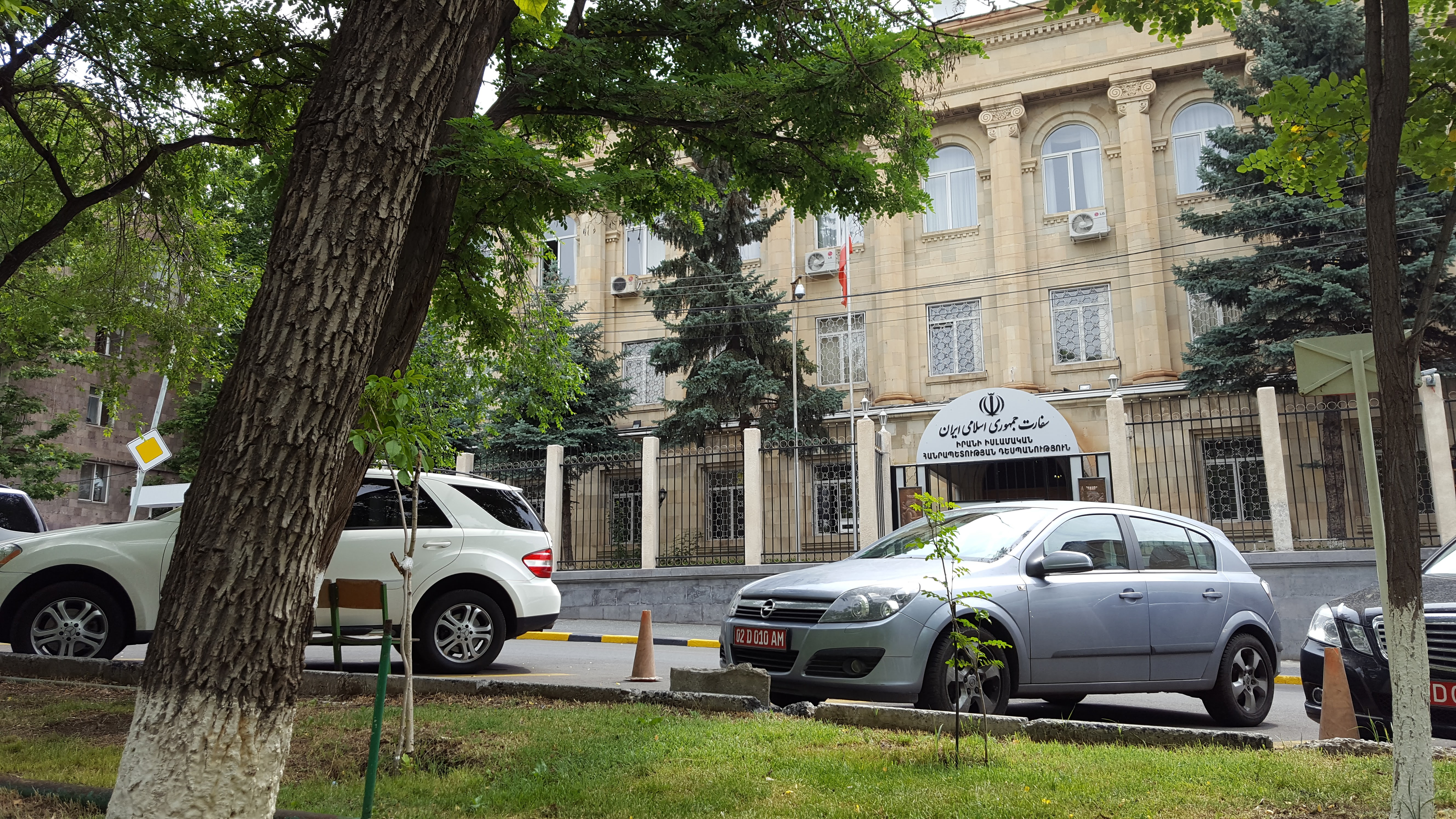
سفارت ایران در ایروان